# Niclas Dürbrook
Niclas Dürbrook (* 7. Juni 1990 in Eutin) ist ein deutscher Politiker (SPD) und seit 2022 Mitglied im Schleswig-Holsteinischen Landtag.

## Leben und Beruf
Dürbrook wuchs in Neustadt und Klingberg auf. Seine Mutter ist Krankenschwester, sein Vater Polizeibeamter. Er hat einen jüngeren Bruder. 2009 machte er sein Abitur am Ostsee-Gymnasium Timmendorfer Strand. Anschließend absolvierte er seinen Wehrdienst in Lütjenburg. Danach studierte er bis 2017 Politikwissenschaften & Geschichte und schloss dieses Studium mit dem Master ab. Dabei machte er von 2012 bis 2014 ein studienbegleitendes Volontariat bei der Nordkirche. Von 2015 bis 2017 war er für die Staatskanzlei des Landes Schleswig-Holstein tätig.
Von 2017 bis zu seinem Einzug in den Landtag war er Referent und Büroleiter der Vorsitzenden der SPD-Landtagsfraktion Ralf Stegner (bis 2021) und Serpil Midyatli (ab 2021), die gleichzeitig auch Oppositionsführer waren.

## Politische Tätigkeit
2008 trat Dürbrook in die SPD ein. Er ist seit 2013 Kreistagsabgeordneter in Ostholstein und Mitglied im Haupt- und Finanzausschuss und finanzpolitischer Sprecher seiner Partei. Von 2014 bis 2017 war er Juso-Landesvorsitzender in Schleswig-Holstein und ist seit 2017 Vorsitzender der SPD Ostholstein.
Dürbrook erreichte bei der Landtagswahl in Schleswig-Holstein 2022 im Wahlkreis Ostholstein-Nord 23,0 % der Erststimmen. Er lag damit über dem Landesschnitt seiner Partei, landete im Wahlkreis aber hinter dem CDU-Kandidaten Peer Knöfler, der mit 46,7 % der Erststimmen das Direktmandat gewann. Dürbrook zog über Platz 9 der Landesliste der SPD in den Landtag ein.
Er ist Sprecher der SPD-Landtagsfraktion für Polizeiangelegenheiten und Innere Sicherheit, für Sportpolitik, Mobilität und Verkehrspolitik, sowie Rechtsextremismus.

## Mitgliedschaften
Dürbrook ist unter anderem Mitglied bei ver.di, der AWO und der Gesellschaft für Politik und Bildung Schleswig-Holstein.

## Privates
Dürbrook wohnt in Malente, ist verheiratet und seit Oktober 2021 Vater einer Tochter.